# سیارک ۱۵۳۰۴
سیارک ۱۵۳۰۴ (به انگلیسی: 15304 Wikberg، نامگذاری:1992UX4) پانزده هزار و سیصد و چهارمین سیارک کشف شده‌است که در ۲۱ اکتبر ۱۹۹۲ کشف شد.
قدر مطلق سیارک برابر ۳۵.۴ است.